# Senbei

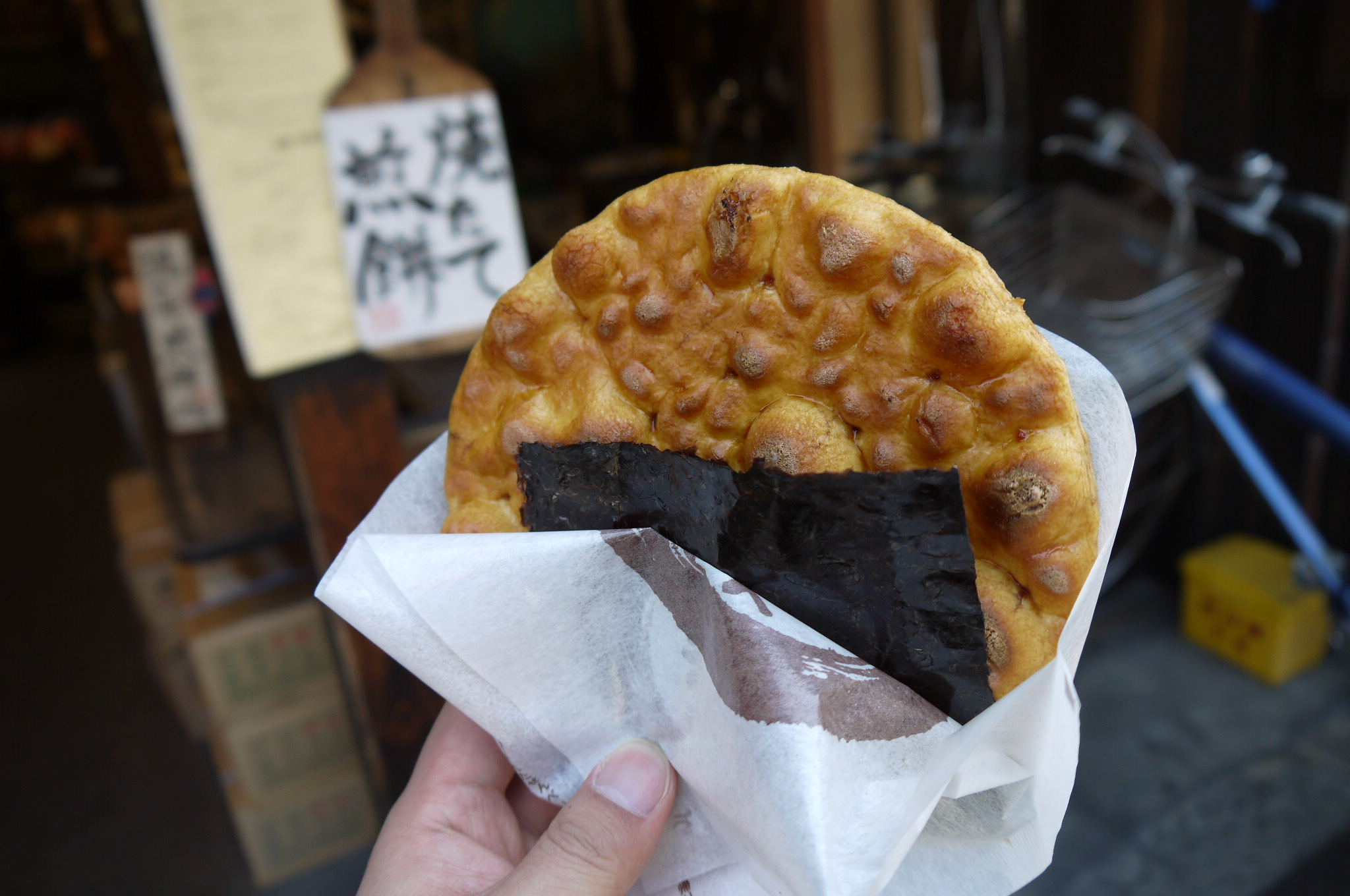
Nori Senbei

Il senbei (煎餅?) è un prodotto tipico della cucina giapponese, si tratta di una specie di cracker composto da riso glutinoso. Sono disponibili in varie forme, dimensioni e sapori, solitamente salato ma si ritrovano anche tipi dolci.

## Preparazione
Viene cotto, al forno o alla griglia, tradizionalmente sul carbone. Si aggiunge qualche salsa di condimento, come la salsa di soia o del mirin, o si aggiunge del semplice sale. Può essere avvolto con uno strato di nori. Viene servito con del tè verde.

## Varianti
- Arare, simile ma si differenzia per forme e grandezza.
- Olive no Hana
- Noci di soia

Esistono poi proprio delle categorie: senbei caramellati(米菓煎餅), senbei con pesci (魚せんべい), senbei con il loto (蓮根煎餅) senbei con ossa (骨せんべい).

## Storia
I primi senbei dolci (甘味煎餅) arrivarono in Giappone durante la dinastia Tang; la loro prima consumazione documentata risale al 737 a.C.